# Леотіхід
Леотіхід (дав.-гр. Λεωτυχίδης; бл. 545 до н. е. — 469 до н. е.) — цар Спарти близько 491—476 роках до н. е. Відповідно до Геродота був Леотіхідом II, оскільки начебто Леотіхід I панував у VII ст. до н. е.

## Життєпис
Походив з династії Евріпонтидів. Син Менара, що був згідно з Павсанієм — прапраправнуком Архідама, сина царя Анаксандрида I, а відповідно до Геродота — праправнуком Анаксілая, сина царя Архідама I.
Став особистим ворогом царя Демарата, який завадив його шлюбу. Тому радо пристав на пропозицією царя Клеомена I поклястися, що Демарат — не син царя Арістона. Зрештою у 491 році до н. е. Демарата позбавили влади (невдовзі він утік до Персії). Новим царем оголосили Леонтіхіда. Пізніше того ж року він приєднався до другого походу співцаря Клеомена I на Егіну, де захопили 10 заручників і віддали Афінам.
479 року до н. е. Леонтіхіда призначено другим командувачем союзного флоту (разом з Ксантіппом). Того ж року завдано нищівної поразки перському флоту в битві при Мікале, чим закріплено остаточний військовий перелам у греко-перських війнах.
У 476 році до н. е. очолив спартанське військо в поході до Фессалії, де повинен був покарати союзників Персії, насамперед потужний рід Алевадів. Проте Леотіхіда підкупили, наслідком чого стало припинення військової кампанії. Але невдовзі цей факт викрили. Він був засуджений до заслання, а його будинок спалений. Його наступником став онук Архідам II, оскільки син Завксідам Кінік помер ще до того. 
Леотихід помер у 469 році до н. е. в Тегеї.